# 吃貨大廚的秘密食堂
《吃貨大廚的秘密廚房》（韓語：셰프의 이모집）為Disney+於2025年8月26日起上線的原創韓國綜藝節目，由《黑白大廚：料理階級大戰》的三位廚師「烹飪狂人」尹男老、「外送員廚師」 林泰勳、「肉類黑幫」李大衛、以及尹斗俊、日式大廚金民成主持，帶領觀眾離開美食主幹道，深入巷弄小店，探索只有內行人才知道的美食祕境。